# كام هال
كام هال (بالإنجليزية: Cam Hall)‏ هو لاعب كرة قدم كندية أمريكي، ولد في 1 نوفمبر 1982 في ريتشلاند في الولايات المتحدة.